# تراث شعبي ألماني

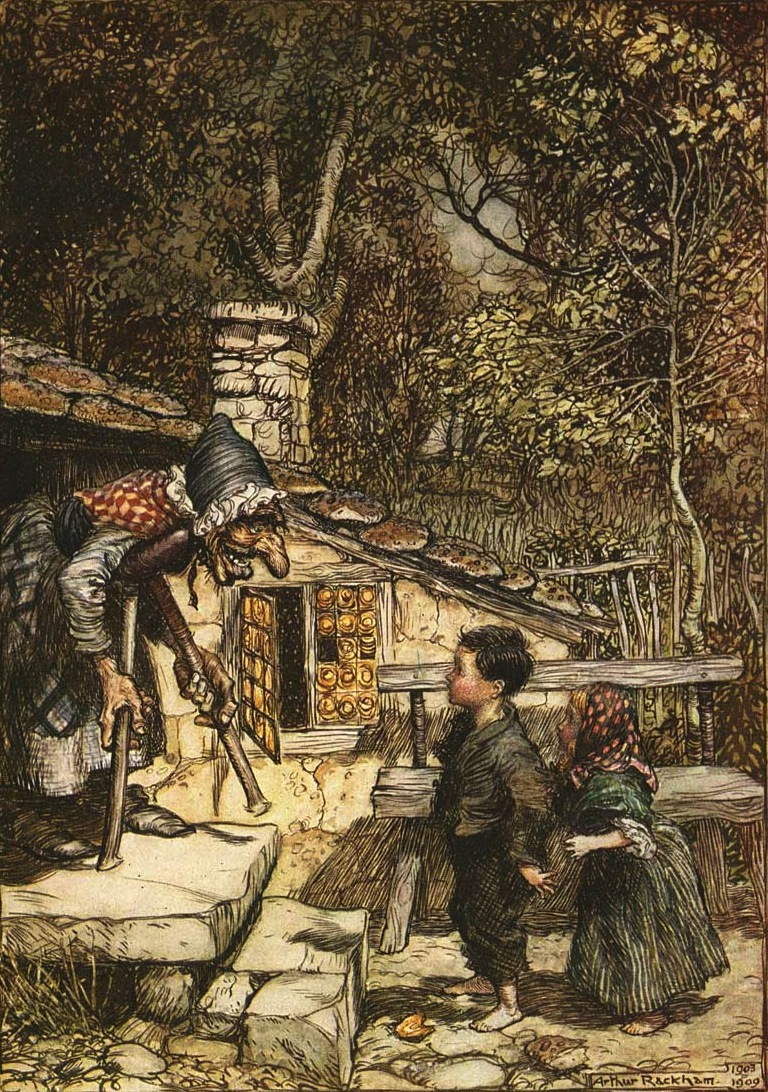

التراث الشعبي الألماني  يتقاسم الكثير من الخصائص مع الفلكلور الإسكندنافي والفلكلور الإنجليزي ناشئ عن أصولهم في المثولوجيا الجرمانية.